# Liste d'écrivains québécois par ordre alphabétique (K)
Pour un article plus général, voir Littérature québécoise.
| Nom                      | Naissance | Décès | Genre(s) littéraire(s) | Œuvre(s) majeure(s) | Prix |
| Naïm Kattan              |           |       |                        |                     |      |
| William Kirby (écrivain) | 1759      | 1850  |                        |                     |      |
| Gary Klang               |           |       |                        |                     |      |
| Sergio Kokis             |           |       |                        |                     |      |